# 115-ös busz (Budapest, 2014–2023)
A budapesti 115-ös jelzésű autóbusz a Boráros tér HÉV-állomás és a Göncz Árpád városközpont metróállomás között közlekedett. A viszonylatot a Budapesti Közlekedési Zrt. üzemeltette.
A 15-ös busszal együtt Budapest belvárosának egyik legfontosabb vonala volt, amely érintette az összes metróvonalat, a Dagály fürdőt és három (Fővám téri, Lehel téri, Hold utcai) vásárcsarnokot. A busz a 2008-as paraméterkönyv bevezetéstől 2013-ig járt szombaton, vasárnap és munkaszüneti napokon, majd 2014-ben újraindították, és minden nap közlekedett 2023 tavaszáig.

## Története
2008. szeptember 6-ától a 15-ös buszok helyett hétvégén a 115-ös buszok közlekedtek a Boráros tér és az Árpád híd (ma Göncz Árpád városközpont) között. 2009. július 1-jétől a 115-ös jelzésű buszok már hétköznap is közlekednek este 8 óra után.
2013. november 9-étől a 15-ös, 115-ös és a 133-as járatok vonalát összevonták, az új 15-ös jár a hosszabb útvonalon. A 115-ös és a 133-as megszűnt.
2014. május 17-étől a 15-ös busz vonalát meghosszabbították a Gyöngyösi utcáig, a 115-ös járatot pedig újraindították, nagyrészt a régi 15-ös útvonalán.
2023. március 17-én üzemzárással megszűnt, forgalmát a gyakrabban induló 15-ös busz, Vizafogón és a Dagály utcai lakótelepen pedig a 79-es trolibusz vette át.

## Útvonala
| Boráros tér felé |
| Göncz Árpád városközpont M vá. – Róbert Károly körút – Váci út – Petneházy utca – Lomb utca – Frangepán utca – Dagály utca – Népfürdő utca – Dráva utca – Pannónia utca – Gogol utca – Bulcsú utca – Lehel utca – Lehel tér – Victor Hugo utca – Pannónia utca – Honvéd utca – Báthory utca – Vértanúk tere – Nádor utca – József nádor tér – Wekerle Sándor utca – Apáczai Csere János utca – Petőfi tér – Belgrád rakpart – Fővám tér – Vámház körút – Kálvin tér – Üllői út – Kinizsi utca – Közraktár utca – Boráros tér H vá.            |
| Göncz Árpád városközpont felé |
| Boráros tér H vá. – Boráros tér – Közraktár utca – Bakáts utca – Lónyay utca – Kálvin tér – Kecskeméti utca – Ferenciek tere – Petőfi Sándor utca – Szervita tér – Bécsi utca – Erzsébet tér – Október 6. utca – Arany János utca – Hercegprímás utca – Bank utca – Hold utca – Báthory utca – Kozma Ferenc utca – Kálmán Imre utca – Szemere utca – Hegedűs Gyula utca – Csanády utca – Lehel utca – Lehel tér – Victor Hugo utca – Hegedűs Gyula utca – Dráva utca – Népfürdő utca – Dagály utca – Váci út – Göncz Árpád városközpont M vá. |

## Megállóhelyei
Az átszállási kapcsolatok között a Boráros tér és a Népfürdő utca / Árpád híd megállók között azonos útvonalon közlekedő 15-ös busz nincs feltüntetve.
| 0  | Boráros tér H végállomás              | 47 | 2, 2B, 2M, 4, 6 23, 23E, 54, 55, 212, 212A, 212B, 224E, 255E              |
| 2  | Lónyay utca                           | ∫  |                                                                           |
| ∫  | Zsil utca                             | 45 | 2, 2B, 2M                                                                 |
| ∫  | Közraktár utca                        | 43 | 83M                                                                       |
| 3  | Czuczor utca                          | ∫  | 83M                                                                       |
| ∫  | Ráday utca                            | 41 | 83M                                                                       |
| ∫  | Köztelek utca                         | 40 | 83M                                                                       |
| 4  | Török Pál utca                        | ∫  |                                                                           |
| 7  | Kálvin tér M                          | 39 | M3 47, 48, 49 72M, 83M 9, 100E                                            |
| ∫  | Fővám tér M                           | 37 | 2, 2B, 2M, 47, 48, 49 83M                                                 |
| 9  | Ferenciek tere M                      | ∫  | 5, 7, 8E, 107, 108E, 110, 112, 133E                                       |
| ∫  | Március 15. tér                       | 34 | 2, 2B, 2M 5, 7, 8E, 107, 108E, 110, 112, 133E                             |
| 11 | Szervita tér                          | ∫  |                                                                           |
| ∫  | Petőfi tér                            | 33 |                                                                           |
| 13 | Erzsébet tér                          | ∫  | 16, 105, 178, 216                                                         |
| ∫  | Dorottya utca (Vörösmarty tér M)      | 31 |                                                                           |
| ∫  | Zrínyi utca                           | 29 | 16, 105, 178, 216                                                         |
| 15 | Hercegprímás utca                     | ∫  | M3 72M 9                                                                  |
| 17 | Hold utca (Belvárosi piac)            | ∫  |                                                                           |
| ∫  | Széchenyi utca                        | 27 |                                                                           |
| 18 | Kossuth Lajos tér M                   | 26 | 2, 2B, 2M 70, 78                                                          |
| 19 | Szemere utca                          | ∫  |                                                                           |
| 21 | Markó utca                            | 24 |                                                                           |
| 24 | Szent István körút                    | 23 | 4, 6 9, 26, 91, 191, 226, 291                                             |
| 25 | Radnóti Miklós utca                   | 20 |                                                                           |
| 27 | Csanády utca (Lehel tér M)            | ∫  | 76                                                                        |
| ∫  | Victor Hugo utca                      | 18 | 76                                                                        |
| 29 | Lehel tér M                           | 16 | M3, M3A 14 76                                                             |
| 31 | Victor Hugo utca                      | ∫  | 76                                                                        |
| ∫  | Lehel tér M (Gogol utca)              | 13 | M3, M3A                                                                   |
| 32 | Gogol utca                            | 12 |                                                                           |
| 33 | Tisza utca                            | 11 |                                                                           |
| 35 | Dráva utca                            | 10 | 75, 79M                                                                   |
| 36 | Viza utca                             | 8  | 79M                                                                       |
| 37 | Sporttelep                            | 7  | 79M                                                                       |
| 38 | Népfürdő utca / Árpád híd             | 6  | 1, 1M 26, 34, 106 79M                                                     |
| 39 | Dagály fürdő                          | 4  | 79M                                                                       |
| 40 | Karikás Frigyes utca                  | 3  |                                                                           |
| ∫  | Lomb utca                             | 2  |                                                                           |
| ∫  | Göncz Árpád városközpont M            | 1  | M3, M3A 1, 1M 26, 32, 34, 106, 120 800, 815, 820, 821, 830, 832, 840, 848 |
| 42 | Göncz Árpád városközpont M végállomás | 0  | M3, M3A 1, 1M 26, 32, 34, 106, 120 800, 815, 820, 821, 830, 832, 840, 848 |